# فن الترميل
فن الترميل أو الرسم بالرمل هو فن ينتمي إلى الفنون التشكيلية، وتعد مدينة الأغواط مهداً لهذا الفن في الجزائر وفي العالم على السواء. فقد كان ظهور هذا الفن بمدينة الأغواط منذ أواخر السبعينيات وبداية الثمانينيات من القرن الماضي (1979 - 1980) على يد السيد الطاهر جديد الذي يعتبر الأب الروحي لهذا الفن، ثم بدأ هذا الفن في الانتشار.

## اكتشاف فن الترميل
لعبت الصدفة دورها في اكتشاف فن الترميل. إذ في أحد الأمسيات المشوبة بهبوب رياح رملية كان الرسام الطاهر جديد يقوم بإنجاز لوحة زيتية كالعادة في فناء منزله العائلي ذو الأرضية الرملية، وترك اللوحة لبضع دقائق ليقوم بجلب بعض الأغراض من الداخل ولما عاد وجد الريح قد قلب لوحته ورمتها أرضا فوق الرمل، ولما رفعها وجد حبيبات الرمل قد التصقت بمناطق مختلفة من اللوحة التي كانت ألوانها لم تجف بعد، فالتقطت عينه الفنية جمالية المنظر، فانطلق من تلك اللحظة لأول مرة في تاريخ الفنون العالمية في استعمال الرمل في إنجاز لوحات فنية، وما ميز هذا الفنان أنه في مرحلة متقدمة من بحوثه وتجاربه أصبح الرمل هو المادة الوحيدة التي يستعملها الرسام دون اللجوء لأي تلوين بالألوان الزيتية، وذلك باستعمال رمال وتراب نقي بألوان مختلفة لكنها طبيعية. مثل لوحة الرجل الأزرق من الطوارق ممتطيا جملا. وكانت له بعد ذلك لوحات أخرى، وقد لقي الفنان مع نهاية السبعينات تشجيعا من خلال ناقد فني بلجيكي، وصارت لوحاته منذ ذلك الوقت تعرض في العديد من دول العالم وتحصل بفضلها على عدة ميداليات وجوائز وما تزال هذه الأعمال معروضة إلى الآن في بعض متاحف الفن المعاصر بأوربا.
انتقل فن الرسم بالرمل إلى فنانين جزائريين آخرين تأثروا به مثل بن خليفة والعيدي الطيب وقلوزة والعمري الذين أثرو الفن ونقلوه للشباب بعد ذلك لينشأ جيل جديد يبتكر ويبدع، وسرعان ما انتشر الأمر في بلدان كثيرة أفريقية تتمتع بأنواع وألوان من التراب الملون والرمال.
مثلما يمزج الفنانون التقليديون بين الألوان لرسم أشكال جديدة، يمزج أيضا فنانو الترميل بين الرمل والألوان في فروع وتخصصات عديدة نمت وتفرعت من الفن الأصلي. لم يعد الأمر مقتصراًعلى الرسم أو على اللوحات فقط، بل صار المبدعون يضيفون إليها ملحقات جديدة كالصخور والأحجار الصحراوية الملونة، وعمل قواعد من الرمل الملون يوضع عليها أعمال فنية أخرى منحوتة، أو تشكيل تماثيل من الرمال والتراب الملون الممزوج بالغراء. كما تطور من ذلك الفن نوع آخر يملأ الزجاجات الشفافة بالرمل والتراب الملون الصافي في أشكال إبداعية وتصوير حي للطبيعة داخل جوف الزجاجة. كما تطور الرسم على اللوحات بعمل عدة طبقات من الرمل فوق بعضها لإعطائها شكلاً مُجسّماً وبعداً ثالثاً دون أي ألوان زيتية.